# Анжеліка Боєр
Анжеліка Монік Полетт Боєр Руссо (фр. Angélique Monique Paulette Boyer Rousseau; нар. 4 липня 1988, Сен-Клод, Жура, Франція) — мексиканська акторка французького походження.

## Життєпис
Народилася 4 липня 1988 року у французькій комуні Сен-Клод департаменту Жура в родині Патріка Боєра та Сільві Руссо. Коли їй було два роки, родина переїхала до Мексики. З дитинства вивчала акторську майстерність та працювала моделлю. 2004 року зіграла невелику роль у молодіжній теленовелі «Непокірні серця» виробництва компанії Televisa. Того ж року отримала роль Віко Пас у теленовелі «Бунтарі», римейку аргентинського серіалу «Буремний шлях». 2005 року разом зі своїми колегами по «Бунтарях», акторками Естефанією Вільяреаль та Сорайдою Гомес заснувала музичний гурт C3Q'S, який проіснував наступні два роки. 2009 року знялася у серіалах «Жінки-вбивці» та «Дике серце», отримавши за роль в останньому номінацію на премію TVyNovelas у категорії Найкраща молода акторка.
2010 року виконала головну роль у теленовелі «Тереза», римейку однойменного серіалу 1989 року з Сальмою Хаєк, в свою чергу заснованому на серіалі 1959 року з Марікрус Олівер. Роль Терези Чавес Агірре принесла їй премії TVyNovelas, Bravo та ACE у категорії Найкраща акторка. 2011 року виконувала роль Агнес у виставі «Ausencia de Dios» за участю Ракель Ольмедо та Жаклін Андере. 2014 року грала у театральній постановці «Los derechos de la mujer» спільно з Себастьяном Рульї. Також успішними стали головні ролі у теленовелах «Тричі Ана» (2016) та «Кохати до смерті» (2018—2019), які принесли їй ще дві премії TVyNovelas як Найкращій акторці.

## Особисте життя
У 2011—2014 роках Боєр перебувала у стосунках з продюсером Хосе Альберто Кастро. Із 2014 року у фактичному шлюбі з актором Себастьяном Рульї.

## Вибрана фільмографія
| Рік       |   | Українська назва                 | Оригінальна назва                   | Роль                                                                             |
| --------- | - | -------------------------------- | ----------------------------------- | -------------------------------------------------------------------------------- |
| 2004      | с | Непокірні серця                  | Corazones al límite                 | Анетт Елісальде                                                                  |
| 2004—2006 | с | Бунтарі                          | Rebelde                             | Вікторія Пас                                                                     |
| 2007      | с | Дівчатка як ти                   | Muchachitas como tú                 | Маргарита Вільясеньйор                                                           |
| 2007      | с | Бюро знахідок                    | Objetos perdidos                    | міс Фіцджеральд                                                                  |
| 2007      | с | Жінка, випадки з реального життя | Mujer, casos de la vida real        | 1 епізод                                                                         |
| 2007      | ф | Легенда про привида              | J-ok'el                             | француженка                                                                      |
| 2008—2009 | с | Залізна душа                     | Alma de hierro                      | Сандра Ієрро Хіменес                                                             |
| 2009      | с | Жінки-вбивці                     | Mujeres asesinas                    | Соледад Оропеса                                                                  |
| 2009—2010 | с | Дике серце                       | Corazón salvaje                     | Анхела Вільяреаль / Хімена / Естрела                                             |
| 2010—2011 | с | Тереза                           | Teresa                              | Тереза Чавес Агірре де Де ла Баррера                                             |
| 2012      | с | Безодня пристрасті               | Abismo de pasión                    | Еліза Кастаньйон Був'є                                                           |
| 2013—2014 | с | Те, що життя в мене вкрало       | Lo que la vida me robó              | Монтсеррат Мендоса Гіасінті                                                      |
| 2016      | с | Тричі Ана                        | Tres veces Ana                      | Ана Лусія Альварес / Ана Лаура / Ана Летисія Альварес Дель Кастільйо Ріваденейра |
| 2018—2019 | с | Кохати до смерті                 | Amar a muerte                       | Лусія Борхес Дуарте де Карвахаль                                                 |
| 2020—2021 | с | Імперія брехні                   | Imperio de mentiras                 | Еліза Канту Роблес                                                               |
| 2021      | с | Долаючи минуле                   | Venser el pesado                    | Рената Санчес Відаль                                                             |
| 2023      | с | Непереможне кохання              | El amor invencible                  | Марена Рамос / Леона Браво                                                       |
| 2024—2025 | с | Дивне повернення Діани Салазар   | El extraño retorno de Diana Salazar | Діана Салазар / Леонор де Сантьяго                                               |

## Нагороди та номінації
TVyNovelas Awards
- 2010 — Номінація на найкращу молоду акторку (Дике серце).
- 2011 — Найкраща акторка (Тереза).
- 2013 — Номінація на найкращу акторку (Безодня пристрасті).
- 2015 — Номінація на найкращу акторку (Те, що життя в мене вкрало).
- 2017 — Найкраща акторка (Тричі Ана).
- 2019 — Найкраща акторка (Кохати до смерті).

Bravo Awards
- 2011 — Найкраща акторка (Тереза).

ACE Awards
- 2012 — Найкраща акторка (Тереза).